# Hori Ier (grand prêtre d'Osiris)
Pour les articles homonymes, voir Hori et Hori Ier.
Hori Ier est le fils d'Ounennéfer (grand prêtre d'Osiris) à l'époque de Ramsès II et de Tiy.
Son neveu Hori II, fils de son frère Youyou, grand prêtre d'Osiris à l'époque de Mérenptah est également grand prêtre d'Osiris à l'époque de Ramsès III.